# Октябрський (Владимирська область)
Октябрський (рос. Октябрьский) — селище у В'язниківському районі Владимирської області Російської Федерації.
Входить до складу муніципального утворення Октябрська сільрада. Населення становить 2017 осіб (2010).

## Історія
Населений пункт розташований на землях фіно-угорського народу мещери.
Від 10 квітня 1929 року належить до В'язниковського району. Спочатку у складі Івановської промислової області, а від 1944 року — Владимирської області.
Згідно із законом від 16 травня 2005 року входить до складу муніципального утворення Октябрська сільрада.

## Населення
| 1859  | 1905  | 1926 | 1959  | 1970  | 1979  | 1989  |
| ----- | ----- | ---- | ----- | ----- | ----- | ----- |
| 140   | ↗178  | ↗612 | ↗2648 | ↘2625 | ↘2475 | ↘2474 |
| 2002  | 2010  |      |       |       |       |       |
| ↘2100 | ↘2017 |      |       |       |       |       |